# كاتسوهيرو ميناموتو
كاتسوهيرو ميناموتو (باليابانية: 皆本 勝弘) (2 يوليو 1972 في هيروشيما في اليابان – )؛ هو لاعب كرة قدم ياباني سابق كان يلعب كلاعب وسط.

## وصلات خارجية
- كاتسوهيرو ميناموتو على موقع رابطة كرة القدم اليابانية للمحترفين (اليابانية)
- كاتسوهيرو ميناموتو على موقع عالم كرة القدم.نت (الإنجليزية)